# Turks voor beginners
Turks voor beginners of Lena & Cem (Duits: Türkisch für Anfänger) is een bekroonde comedyserie uit Duitsland, uitgezonden door Das Erste. Het eerste seizoen werd uitgezonden vanaf 14 maart 2006. Eén jaar later, op 27 maart 2007, startte het tweede seizoen met ditmaal 24 afleveringen in plaats van 12. Vanwege de grote vraag is men in maart 2008 begonnen met het filmen van een derde seizoen, dat bestaat uit 16 afleveringen. Dit seizoen werd vanaf 18 november 2008 in Duitsland uitgezonden. Een vierde seizoen is voorlopig nog niet gepland. In 2012 is er een film verschenen over de familie Schneider-Öztürk, waarin de familie op vakantie gaat naar Zuidoost-Azië.
In Nederland wordt de serie op NPO 3 uitgezonden door de NTR.

## Het verhaal
De zestienjarige Lena leidt een rustig leventje, samen met haar broertje Nils (13) en haar moeder Doris, die van beroep psychotherapeute is. Maar dan wordt de moeder van Lena verliefd op de Turkse politieagent Metin, met alle gevolgen van dien. De familie Schneider trekt in bij de familie Öztürk. De Öztürk-familie bestaat naast Metin uit Yağmur van 15, een strenggelovige moslima met wie Lena een kamer moet delen en Cem, een "stoere" zeventienjarige jongen. Cem krijgt al gauw gevoelens voor Lena, maar zij begint ondertussen een relatie met haar nieuwe klasgenoot Axel. Axel is tevens een patiënt van moeder Doris, omdat hij zelfmoord heeft geprobeerd te plegen na de dood van zijn beide ouders.
Tussen alle tienerproblemen en cultuurverschillen door, houdt Lena een soort videodagboek bij voor haar beste vriendin Kati, die momenteel in de VS zit als uitwisselingsstudente.

## Cast
| Acteur/Actrice       | Personage                         |
| -------------------- | --------------------------------- |
| Josefine Preuß       | Helena "Lena" Claudette Schneider |
| Emil Reinke          | Nils Schneider                    |
| Anna Stieblich       | Doris Schneider                   |
| Elyas M'Barek        | Cem Öztürk                        |
| Pegah Ferydoni       | Yağmur Öztürk                     |
| Adnan Maral          | Metin Öztürk                      |
| Arnel Taci           | Costa Papavassilou                |
| Axel Schreiber       | Axel Mende                        |
| Dung Tien Thi Phuong | Ching                             |
| Carl-Heinz Choinsky  | Hermann Schneider                 |
| Katharina Kaali      | Diana Schneider                   |

## Auteur
De schrijver van de televisieserie is Bora Dağtekin. Hij is zelf ook opgegroeid in een gezin met een Turkse vader en een Duitse moeder. Hierdoor heeft hij ook persoonlijke ervaringen in het verhaal kunnen verwerken. Een aantal afleveringen is mede geschreven door, voornamelijk Turkse, gastauteurs.

## Prijzen

### Gewonnen prijzen
- 2006: Nymphe d'Or, voor "Beste Europese Producent Comedy".
- 2006: Prix Italia, voor "Beste Tv-drama".
- 2006: Deutscher Fernsehpreis, voor "Beste televisieserie".
- 2006: Reflet d’Or CINEMA TOUT ECRAN, voor "Beste televisieprogramma".
- 2007: Adolf-Grimme-Preis, voor "Entertainment".
- 2007: Deutscher Civis-Fernsehpreis, voor "Entertainment".
- 2008: Rockie Award, voor "Telenovela & televisieseries"

### Nominaties
- 2006: Rose d'Or, voor "Sitcom" en "Social Awareness"
- 2006: Nymphe d'Or, voor "Beste Comedyserie", "Uitstekende Producent" en "Uitstekende Acteur/Actrice"
- 2006: Deutscher Fernsehpreis, voor "Beste televisieprogramma" en "Beste Acteur in een televisieprogramma"
- 2006: Prix Europa
- 2007: Adolf-Grimme-Preis, voor "Entertainment/Special"
- 2007: Rose d’Or, voor "Sitcom" en "Social Awareness"

## Uitgave boeken en dvd's

### Dvd's
| Seizoen     | Aantal afleveringen | Uitgebracht op   | Bonusmateriaal                                                       |
| ----------- | ------------------- | ---------------- | -------------------------------------------------------------------- |
| Staffel 1   | 12                  | 27 maart 2006    | Audiocommentaar, Verwijderde scènes, Casting Best-Offs               |
| Staffel 2.1 | 12                  | 16 april 2007    | Audiocommentaar, Outtakes, Making Of, Interviews                     |
| Staffel 2.2 | 12                  | 14 mei 2007      | Audiocommentaar, Outtakes, Making Of, Interviews                     |
| Staffel 1&2 | 36                  | 15 november 2007 | Audiocommentaar, Verwijderde scènes, Outtakes, Making Of, Interviews |
| Staffel 3   | 16                  | 15 december 2008 |                                                                      |

### Boeken
In maart van 2007 zijn er twee gelijknamige boeken van Claudia Kühn verschenen. In november en oktober 2008 verschenen respectievelijk het derde en het vierde deel.
- Türkisch für Anfänger 01 - Meine verrückte Familie
- Türkisch für Anfänger 02 - Verwirrung hoch sechs
- Türkisch für Anfänger 03 - Durchdrehen garantiert
- Türkisch für Anfänger 04 - Der ganz normale Wahnsinn

## Film
In 2012 is de film Türkisch für Anfänger verschenen. De film werd geregisseerd door Bora Dağtekin, met o.a. Elyas M'Barek, Katja Riemann en Adnan Maral.

### Verhaal
Lena Schneider heeft het niet eenvoudig. Ze ervoer haar 19 levensjaren als erg frustrerend en is naar eigen zeggen erg “getraumatiseerd” door de anti-autoritaire opvoeding die ze heeft gehad. Daarom beslist haar moeder, Doris, een psychotherapeut en professionele vrijgezel, om haar op vakantie te sturen naar Zuidoost-Azië. Lena bevindt zich echter nog maar net in het vliegtuig wanneer ze de rij moet delen met de testosteronbom Cem Öztürk en zijn streng religieuze zus Yagmur. Als geëmancipeerde vrouw ontmoet ze een echte macho.